# Lise Gaboury-Diallo
Née à Winnipeg le 12 juin 1957, au Manitoba, Lise Gaboury-Diallo est professeure titulaire au département d’études françaises, de langues et de littératures à l’Université de Saint-Boniface. Elle est l'une des plus importantes figures de la littérature franco-canadienne de l'Ouest. Pendant sa carrière d'auteure, elle a publié de la poésie, des nouvelles, des pièces de théâtre et des essais.    

## Biographie
Lise Gaboury-Diallo est née à Winnipeg le 12 juin 1957, au Manitoba , d'un père architecte et d'une mère céramiste. 
L'auteure obtient son doctorat de l'Université de Paris IV Sorbonne en 1987, sa Maîtrise ès arts dans la même université en 1982 et son Baccalauréat ès arts du Collège universitaire de Saint-Boniface (Université du Manitoba) en 1978,.
Lise Gaboury-Diallo s'est beaucoup engagée dans la communauté franco-manitobaine, notamment dans le Conseil international d’études francophones en tant que conseillère de 2009 à 2011, puis vice-présidente de 2011 à 2013 et présidente entre 2013 et 2015.
Depuis 1989, elle fait partie du conseil d'administration du Centre d’études franco-canadiennes de l’Ouest (CEFCO).
De 2008 à 2009, elle a été écrivaine en résidence à la Maison Gabrielle-Roy.
Ses œuvres Poste restante : cartes poétiques du Sénégal Lointaines, publié en 2005, ainsi que Lointaines, publié en 2010, sont inspirées de ses voyages à Dakar, la ville natale de son mari. Elle y aborde la distance et l'éloignement.

### Publications
Lise Gaboury-Diallo a publié des articles savants dans les Cahiers du CEFCO, dans la revue Francophonies d'Amériques et dans Recherches théâtrales au Canada ,,.
L'auteure a aussi publié des articles dans les revues culturelles Liaison et Brèves littéraires ,.
Elle a reçu de nombreux prix pour sa contribution littéraire et pour son travail de chercheuse.

## Œuvres

### Poésie
- Subliminales, avec illustrations de Monique Fillion, Saint-Boniface, Éditions du Blé, 1999, 68 p.  (ISBN 2-921347-54-7).
- Transitions, avec illustrations d’Anna Binta Diallo, Saint-Boniface, Éditions du Blé, 2002, 89 p.  (ISBN 2-921347-70-9).
- Homestead, poèmes du cœur de l’Ouest, traduction en anglais de Mark Stout, illustrations d'Étienne Gaboury et Anna Binta Diallo et photographies de Laurence Véron, Régina, Éditions de la Nouvelle plume, 2005, 64 p.  (ISBN 2921385449 et 9782921385442).
- Poste restante : cartes poétiques du Sénégal, avec illustrations et couverture de Anna Binta Diallo, Saint-Boniface, Éditions du Blé, 2005, 57 p.  (ISBN 2-921347-85-7).
- Parchemins croisés, la genèse en peinture et en poésie / Crossworlds, a Genesis of Painting and Poetry, peintures de Monique Larouche et traductions de Mark Stout, Saint-Boniface, Presses universitaires de Saint-Boniface, 2008, 63 p.  (ISBN 9781895407402 et 1895407400).
- L’endroit et l’envers, Paris, Éditions l’Harmattan, 2008, 135 p.  (ISBN 978-2-296-06269-6).
- Partir, Winnipeg, Manitoba Writer's Guild, 2009.  (ISBN 9780000264176 et 0000264172).
- Confessions sans pénitence, avec des illustrations de Denis Devigne, Saint-Boniface, Éditions du Blé, 2013, 121 p.  (ISBN 9782923673868).
- Empreintes, Saint-Boniface, Éditions du Blé, 2017, 79 p.  (ISBN 9782924378533).
- Petite déviation, Saint-Boniface, Éditions du Blé, 2021.  (ISBN 9782924915486 et 2924915481).

### Théâtre
- Déroute, Théâtre du Cercle de Molière, 2000.
- Les ombres chinoises, Femfest, 2004.

### Nouvelles
- Lointaines, Saint-Boniface, Les Éditions du Blé, 2010, 219 p.  (ISBN 9782924378458).
- Les Enfants de Tantale, Saint-Boniface, Éditions du Blé, 2011, 153 p.  (ISBN 9782923673271).
- « Demain », « Suite », et « Tu viendras? », Dans Leblanc, Charles, et al. Bref! : 150 nouvelles pancanadiennes. Sanit-Boniface : Éditions du Blé, 2017.

### Collaborations
- La langue, la culture et la société des francophones de l'Ouest : actes, Saint-Boniface, Centre d'études franco-canadiennes de l'Ouest, 1985, 251 p.
- La littérature au féminin, Laval, Mondia cop., 1995, 116 p.  (ISBN 2-89114-573-9).
- La francophonie sur les marges : actes, Winnipeg, Presses universitaires de Saint-Boniface, 1997, 312 p.  (ISBN 1895407133 et 9781895407136).
- In search of the western sea : selected journals of La Verendrye, Winnipeg, Great Plains Publications, 2001, 191 p.  (ISBN 1894283244).
- J.R. Léveillé par les autres, Saint-Boniface, Les Éditions du Blé, 2005, 364 p.  (ISBN 2-921347-83-0).
- Plaisir du texte, texte de plaisir : l’œuvre de J.R. Léveillé, sous la direction de Lise Gaboury-Diallo, Rosmarin Heidenreich, Jean Valenti, Saint-Boniface, Presses universitaires de Saint-Boniface, 2007, 291 p.
- Sillons : hommage à Gabrielle Roy, Saint-Boniface, Éditions du Blé, 2009, 286 p.  (ISBN 978-2-923673-09-7).
- Paroles francophones de l'Ouest et du Nord canadiens, sous la direction de Carol J. Harvey, Winnipeg, Presses universitaires de Saint-Boniface, 2012, 221 p.  (ISBN 9781895407457 et 1895407451).
- Inhabiting memory in Canadian literature, Edmonton, The University of Alberta Press, 2017, 264 p.  (ISBN 9781772122701 et 177212270X).
- Rencontre des imaginaires, imaginaires transculturels au Canada et dans les Amériques, sous la direction de Adina Balint, Irène Chassaing et Lise Gaboury-Diallo, Winnipeg, Presses universitaires de Saint-Boniface, 2018.  (ISBN 9781895407501 et 1895407508).
- Manitobaines engagées, avec Michelle Smith et Hélène Roy, Saint-Boniface, Les Éditions du Blé, 2021, 348 p.  (ISBN 9782924915301).

### Traductions
- Gabriel Dumont : Mémoires / Gabriel Dumont : Memoirs, textes établis et annotés par Denis Combet, textes traduits en anglais par Lise Gaboury-Diallo, Saint-Boniface, Éditions du Blé, 2006, 240 p.  (ISBN 2921347911 et 9782921347914).

### Autres
- Les fêtes gourmandes au Moyen Âge, Saint-Boniface, Les Éditions du Blé, 1998, 24 p.
- Traces et territoires, Moncton, Association des écrivains acadiens, 1998, 166 p.
- Histoires et identités métisses : hommage à Gabriel Dumont, Winnipeg, Presses universitaires de Saint-Boniface, 2009, 440 p.  (ISBN 9781895407396 et 1895407397).
- « Flottement de l'instance narrative et focalisation multiple dans les récits homo-autodiégétiques de Gabrielle Roy », Dans Melançon, Johanne, et al. Écrire au féminin au Canada français . Prise de parole, 2013.
- « Le fermier de la noosfère, de Montréal à Trois-Rivières » Dans Bayegnak, Guy Armel, et al. Rendez-vous : 40 years of french writing in Western Canada. Prairie Fire, 2015.
- « Vin de paille », Dans Lamarre, Marie, et al. Larguer les amours : textes . Montréal : Tête[première], 2017.
- « L'aventure "Indicible non illisible": les textes visuels dans Montréal poésie de J.R. Léveillé », Dans Gaboury-Diallo, Lise, et al. Rencontre des imaginaires, imaginaires transculturels au Canada et dans les Amériques . Saint-Boniface, Presses universitaires de Saint-Boniface, 2018.

## Prix et honneurs

### Prix littéraires
- 2004 : Lauréate du Concours littéraire national de Radio-Canada (premier prix, poésie française) pour Homestead [4].
- 2009 : Lauréate du Prix littéraire Rue-Deschambault pour L'endroit et l'envers [12].
- 2010 : finaliste au Prix Émile-Ollivier pour Lointaines[13]
- 2011 : Lauréate du Prix littéraire Rue-Deschambault pour son recueil de nouvelles Lointaines [14].
- 2011 : finaliste au Prix des Lecteurs de Radio-Canada pour Lointaines[14]
- 2011 : finaliste au Prix des Lecteurs de Radio-Canada pour Les Enfants de Tantale[13]

### Prix pour l'engagement dans la communauté
- 2012 : Médaille du jubilé de diamant de la reine Elizabeth II[15].
- 2016 : Chevalière de l’Ordre des palmes académiques de France [16].
- 2017 : Ordre du Canada[17].